# (6586) Seydler
(6586) Seydler (1984 UK1) – planetoida z pasa głównego asteroid okrążająca Słońce w ciągu 3,83 lat w średniej odległości 2,45 j.a. Odkryta 28 października 1984 roku.